# Radicaal 94
Radicaal 94 is een van de 34 van de 214 Kangxi-radicalen dat bestaat uit vier strepen.
In het Kangxi-woordenboek zijn er 444 karakters die dit radicaal gebruiken.

## Karakters met het radicaal 94
| Strepen | Karakter                                                                                        |
| ------- | ----------------------------------------------------------------------------------------------- |
| + 0     | 犬 犭                                                                                           |
| + 1     | 犮                                                                                              |
| + 2     | 犯 犰                                                                                           |
| + 3     | 犱 犲 犳 犴 犵 状 犷 犸                                                                         |
| + 4     | 犹 犺 犻 犼 犽 犾 犿 狀 狁 狂 狃 狄 狅 狆 狇 狈                                                 |
| + 5     | 狉 狊 狋 狌 狍 狎 狏 狐 狑 狒 狓 狔 狕 狖 狗 狘 狙 狚 狛 狜 狝 狞                               |
| + 6     | 狟 狠 狡 狢 狣 狤 狥 狦 狧 狨 狩 狪 狫 独 狭 狮 狯 狰 狱 狲                                     |
| + 7     | 倐 狳 狴 狵 狶 狷 狸 狹 狺 狻 狼 狽 狾 狿 猀 猁 猂 猃                                           |
| + 8     | 猄 猅 猆 猇 猈 猉 猊 猋 猌 猍 猎 猏 猐 猑 猒 猓 猔 猕 猖 猗 猘 猙 猚 猛 猜 猝 猞 猟 猠 猡 猪 猪 |
| + 9     | 猢 猣 猤 猥 猦 猧 猨 猩 猫 猬 猭 献 猯 猰 猱 猲 猳 猴 猵 猶 猷 猸 猹 獓                         |
| + 10    | 猺 猻 猼 猽 猾 猿 獀 獁 獂 獃 獄 獅 獆 獇 獈 獉 獊                                              |
| + 11    | 獌 獍 獎 獏 獐 獑 獒 獔 獕                                                                      |
| + 12    | 獋 獖 獗 獘 獙 獚 獛 獜 獝 獞 獟 獠 獡 獢 獣 獤                                                 |
| + 13    | 獥 獦 獧 獨 獩 獪 獫 獬 獭                                                                      |
| + 14    | 獮 獯 獰 獱 獲 獳 獴                                                                            |
| + 15    | 獵 獶 獷 獸                                                                                     |
| + 16    | 獹 獺 獻                                                                                        |
| + 17    | 獼 獽                                                                                           |
| + 18    | 獾 獿                                                                                           |
| + 19    | 玀                                                                                              |
| + 20    | 玁 玂 玃                                                                                        |

Orakelbotkarakter
Bronskarakter
Groot zegelkarakter
Klein zegelkarakter